# Miconazol
Miconazol é um fármaco utilizado pela medicina como antimicótico. Em doses elevadas pode ser fungicida, mas geralmente é fungistático.

## Mecanismo de ação

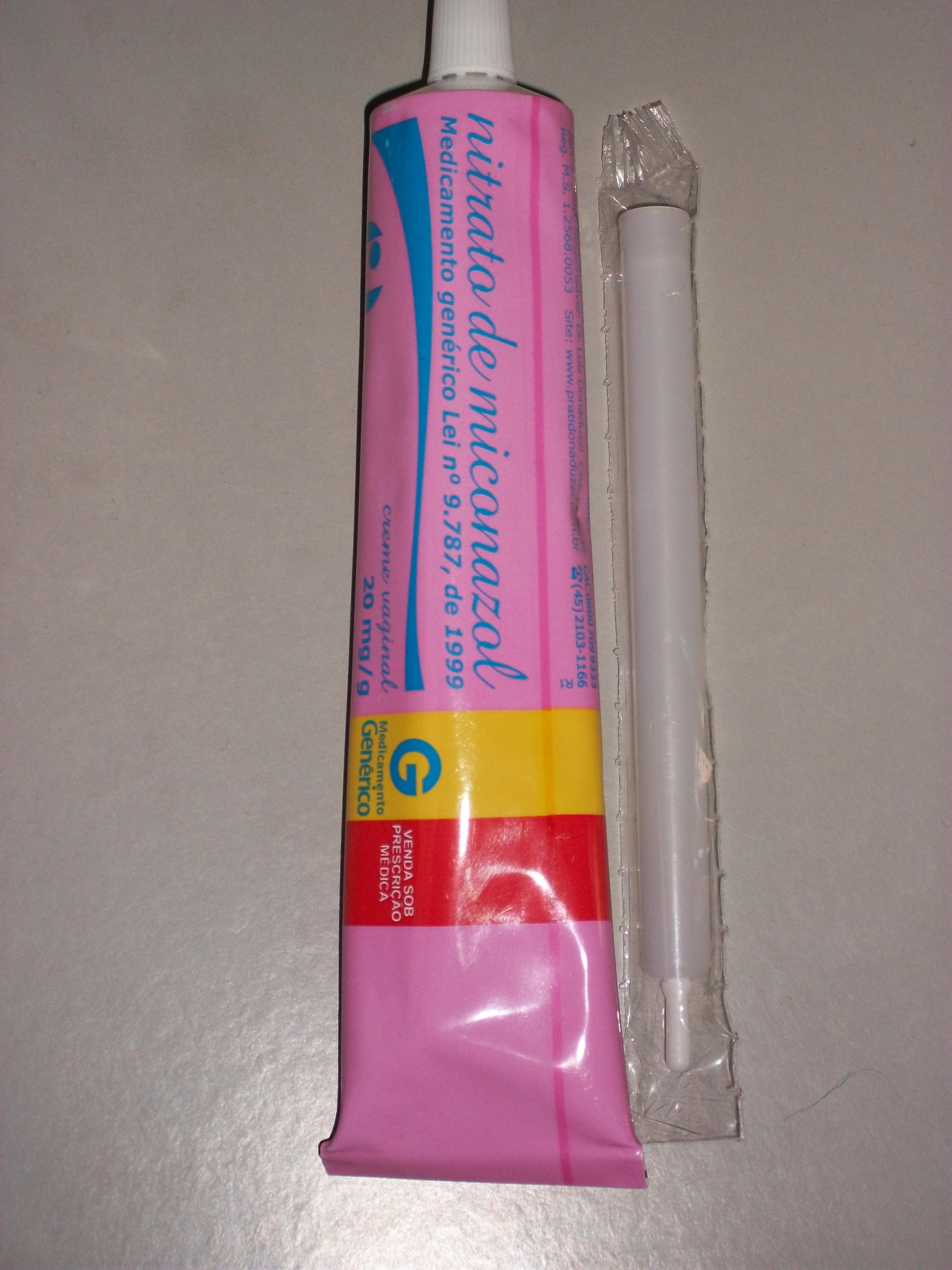
Creme vaginal com miconazol

Seu mecanismo de ação consiste em inibir a biossíntese de ergosterol ou outros esteróis dos fungos. Isto resulta em extrema alteração da membrana celular, causando perda de constituintes celulares essenciais ao fungo.

## Indicações
- Tinea pedis
- Tinea cruris
- Tinea corporis
- Onicomicoses por Trichophyton
- Epidermophyton
- Microsporum
- Candidíase cutânea
- Tinea versicolor
- Cromofitose